# Acrophylax zerberus
Acrophylax zerberus là một loài Trichoptera trong họ Limnephilidae. Chúng phân bố ở miền Cổ bắc.